# Храм Кхалса Диван

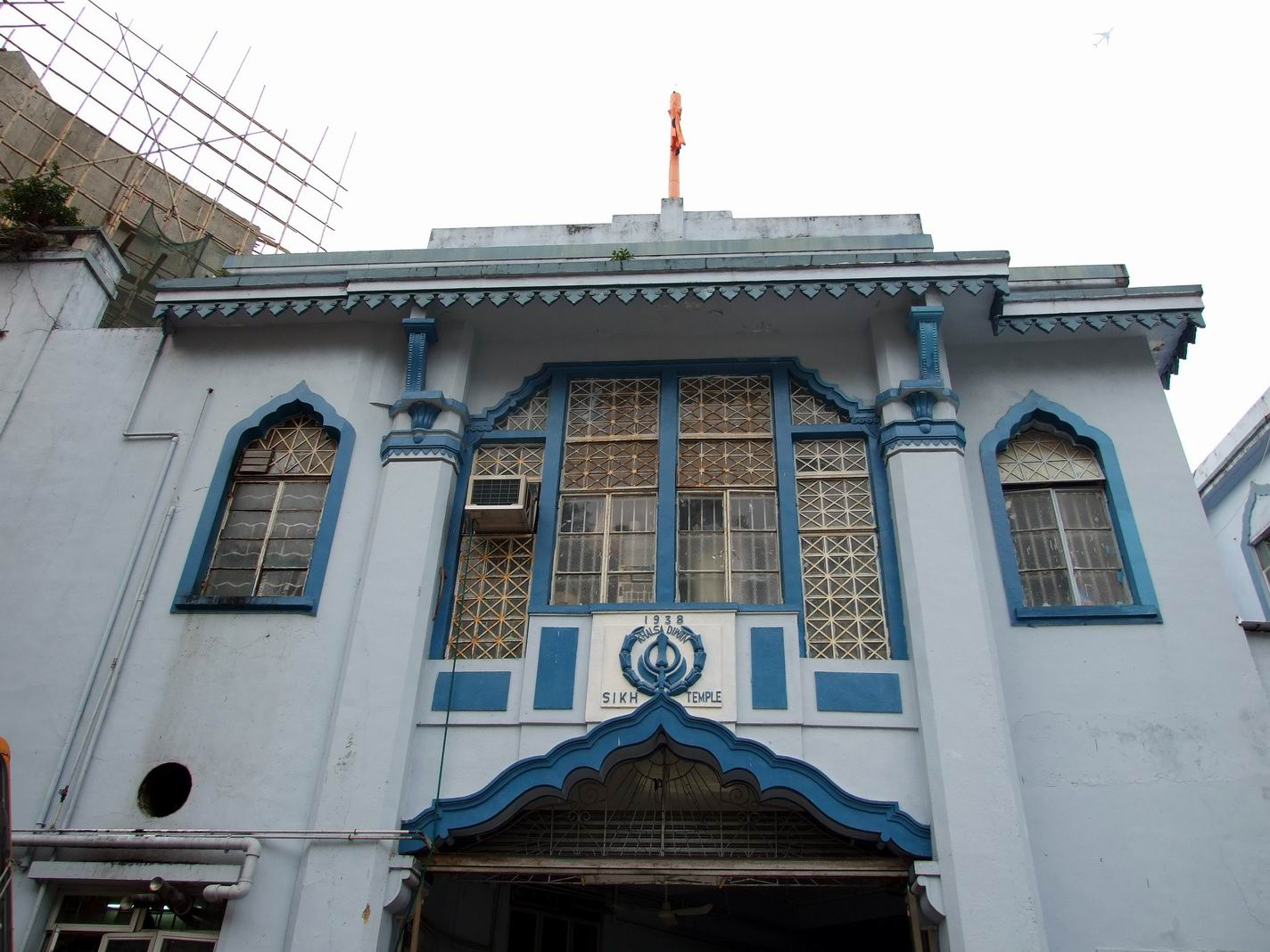
Храм Кхалса Диван

Храм Кхалса Диван (Khalsa Diwan Sikh Temple) — сикхская гурдвара, расположенная в Гонконге, в районе Ваньчай (на пересечении улиц Квинс-роуд-ист и Стаббс-роуд). Храм под названием Шри Гуру Сингх Сабха был построен в 1901 году местными сикхами, в том числе солдатами британской армии. 
В этом храме пребывали многие из тех сикхов, которые в 1914 году стали участниками знаменитого «инцидента Комагата-мару» (назван так по японскому судну, которое доставило в Ванкувер 376 пассажиров из Пенджаба, из которых канадские власти пустили только 24 человека, а остальных вернули в Индию).
В 1930-х годах, с ростом местной сикхской общины, храм был реконструирован и расширен уже под именем Кхалса Диван. Во время Второй мировой войны гурдвара дважды подвергалась бомбардировкам, в результате одной из них погиб грантхи (человек в храме, читающий на церемониях «Гуру Грантх Сахиб»). После войны храм был восстановлен, в том числе при помощи индуистов из числа синдхов, которые во время войны нашли здесь убежище. В 1980-х годах гурдвара вновь была реконструирована и расширена. Кроме того, её связали с Квинс-роуд-ист крытым мостом, что облегчило прихожанам доступ к храму. С конца 1990-х годов в храме ведутся работы по расширению комплекса (он включает как религиозные помещения, кухню, благотворительную столовую, так и детский сад, медицинскую консультацию, компьютерные и языковые классы, библиотеку, музыкальные курсы).